# Zuma (videojuego)
Zuma Deluxe es un videojuego de puzle desarrollado y publicado por PopCap Games. Debutó a finales de 2003 y está disponible en varios formatos. La empresa publicadora de juegos para  produce la versión móvil del juego. Es el juego más popular de PopCap Games, junto a Bejeweled, Bejeweled 2 y Plantas contra Zombis.

## Base de juego
El juego deriva en la época de la cultura Inca. El juego consiste en que el jugador debe formar grupos de 3 o más bolas del mismo color alrededor de una pista, antes de que las bolas lleguen a la Calavera, el punto donde desaparecen. Para formar los grupos está la Rana, que lanza las bolitas, que ruedan por la pista. Sólo se dispone, en el inicio, de tres vidas.

### Poderes especiales
- Bola de reversa: hace que las bolas retrocedan un espacio por la pista.
- Bola de alcance: crea un rayo a distancia que permite ver donde colocar las bolas que lanza la Rana.
- Bola explosiva: esta bola se carga con una explosión que remueve las bolas a su alrededor.
- Bola de pausado: esta bola pausa la circulación de las demás bolas un rato.
- Bola de lentitud: esta bola causa un efecto permanente de lentitud en el avance de las bolas por la pista.

## Recepción
Zuma se publicó el 12 de diciembre de 2003, y desde que se lanzó ha sido muy popular. En todas las páginas de internet de juegos en línea, era el juego más jugado. Con el tiempo se hizo más popular, lanzando una nueva generación de juegos puzle, que inspiró muchos juegos más, en una categoría que actualmente ha hecho popular a una importante saga de juegos inspirada en Zuma DELuxe: Luxor, Luxor: Amun Rising, Luxor 2, Inca Ball, que tiene conceptos renovados que lo hacen diferentes de Zuma.

### Lista de juegos basados en Zuma DELuxe
| Juego               | Empresa          |
| ------------------- | ---------------- |
| Atlantis Sky Patrol | Big Fish Games   |
| Butterfly Escape    | Softonic         |
| Chameleon Gems      | Big Fish Games   |
| Pirate Poppers      | RealArcade Games |
| Lotus Deluxe        | Zylom            |
| Tumblebugs          | Wildfire Studios |
| Luxor               | MumboJumbo Games |

### Premios
Zuma DELuxe fue tan popular entre 2003 y 2004, que en la premiación de juegos de Real Arcade de 2004, ganó el premio de «Juego del año 2004».

### Controversia de plagio
En 2005, la empresa publicadora de juegos japonesa Mitchell Corporation acusó a PopCap de plagiar su juego de 1998, Puzz Loop (fuera de Japón se le llamaba Ballistics), que en 2006, se relanzó en su versión de Nintendo DS. Magnetica, alegando que Zuma DELuxe es una copia del juego. PopCap dice que Zuma DELuxe no es una copia, sino que es un juego que avanzó el concepto, y PopCap ganó a la demanda de Mitchell Corporation.

## Secuela
El 15 de septiembre de 2009, se anuncia una secuela de Zuma, llamada Zuma's Revenge!, que cuenta con gráficos en alta definición, más niveles, power-ups, y jefes, además de nuevas características que no están en el primer juego.